# Helgeninderne
Helgeninderne er en dansk stumfilm fra 1921, der er instrueret af Benjamin Christensen. Filmen er ikke fuldført.

## Handling
Denne artikel mangler et handlingsreferat. Hjælp os med at skrive det.